# Antonia Campbell-Hughes
Antonia Campbell-Hughes (ur. 7 września 1982 w Londonderry) – brytyjska aktorka filmowa i modelka. Sławę zyskała, grając w filmie 3096 dni, wcielając się w postać Nataschy Kampusch.

## Życiorys
Urodzona w Londonderry. Matka Campbell-Hughes pochodziła z Irlandii, a ojciec z Anglii. Wychowywała się w Stanach Zjednoczonych, Niemczech i Szwajcarii. Pracowała jako modelka, ale ze względu na karierę filmową zrezygnowała w 2005 roku.
Występowała w serialach telewizyjnych i filmach. Jednak dopiero grając Sam w Lead Balloon 2006-2011, zaczęła być zauważalna. W 2011 i 2012 roku współpracowała przy produkcjach kinowych Albert Nobbs i Storage 24. Jednak sławę zyskała, wcielając się w postać Nataschy Kampusch, która została uprowadzona w marcu 1998 przez Wolfganga Přiklopila. Światowa premiera filmu 3096 dni odbyła się 25 lutego 2013 roku w Wiedniu. w 2014 film został wyróżniony w kategorii Kino.

## Filmografia (wybrane)
- 2005: Breakfast on Pluto
- 2006-2011: Lead Balloon
- 2011: Albert Nobbs
- 2011: The Other Side Of Sleep
- 2012: Storage 24
- 2013: 3096 dni
- 2013: Under the Skin
- 2014: Doll & Em
- 2014: The Canal
- 2015: The Cowboys
- 2015: MindGamers
- 2016: The Black Labyrinth

## Nagrody i wyróżnienia
- 2011: The Other Side Of Sleep. Za rolę Arlene Kelly otrzymała nominację do nagrody IFTA
- 2012: Shooting Star Award (wyróżnienie)
- 2013: 3096 dni. Za rolę Nataschy Kampusch otrzymała nominację do nagrody IFTA